# Hadrosporium fraserianum
Hadrosporium fraserianum är en svampart som beskrevs av Syd. 1938. Hadrosporium fraserianum ingår i släktet Hadrosporium, divisionen sporsäcksvampar och riket svampar.   Inga underarter finns listade i Catalogue of Life.